# Контроль над тютюном
Контроль над тютюном — це галузь міжнародної науки, політики та практики охорони здоров'я, спрямована на боротьбу зі вживанням тютюну та, таким чином, на зниження захворювань та смертей, які він викликає. Оскільки більшість сигарет, сигар і кальянів містять/використовують тютюн, контроль над тютюном також стосується і його виробництва та маркетингу. Електронні сигарети не містять тютюну, але зазвичай містять нікотин. Контроль над тютюном, який іноді позначають як «боротьбу проти тютюну» є пріоритетною сферою для Всесвітньої організації охорони здоров'я (ВООЗ), важливі напрямки її зазначені у Рамковій конвенції з боротьби проти тютюну.
Контроль над тютюном спрямований на зменшення поширеності вживання тютюну, і це вимірюється за допомогою «стандартизованої за віком поширеності теперішнього вживання тютюну серед осіб віком 15 років і старше».

## Конотації
Сфера контролю над тютюном охоплює діяльність різних органів охорони здоров'я, політики та права, а також організацій, що займаються реформами по всьому світу. Їм знадобився час, щоб об'єднатися в досить організовану коаліцію для просування таких заходів, як Рамкова конвенція Всесвітньої організації охорони здоров'я про боротьбу проти тютюну, і перша стаття першого видання журналу «Tobacco Control» припускала, що розвиватися як дифузно організований рух справді було необхідно, щоб вжити ефективних заходів для усунення наслідків вживання тютюну для здоров'я.
Деякі люди, які не згодні з цілями контролю над тютюном, як це задокументовано у внутрішніх меморандумах тютюнової промисловості, називають його антитютюновим рухом.

## Рання історія контролю над тютюном
Перші спроби відреагувати на наслідки вживання тютюну для здоров'я були зроблені невдовзі після появи тютюну в Європі. Під час тринадцятиденного папського правління папи Урбана VII у 1590 році вперше у світі було введено обмеження на вживання тютюну, коли він погрожував відлучити від церкви кожного, хто «взяв би тютюн на ґанку чи всередині церкви, чи то шляхом його жування, чи куріння через трубку або нюхання його в порошкоподібному вигляді через ніс». У цьому обмеженні тютюн був засуджений до відлучення не стільки через те, що він шкодив здоров'ю, скільки тому, що його вживання в Церквах було нестерпним, оскільки воно руйнувало атмосферу меси. Таким чином, ці заборони стосувалися не тютюну як такого (індивідуальне споживання якого не каралося, якщо воно було помірним), а скоріше його неналежного використання в місцях, які вважаються священними та публічними. Засудження неналежного використання залишається незмінним у католицькій доктрині сьогодні.
Найдавніші загальноєвропейські обмеження на куріння були введені в Баварському герцогстві, Саксонському курфюрстві та деяких частинах Австрії наприкінці XVII століття.
У Британії нова звичка куріння зустріла королівський опір у 1604 році, коли король Яків I написав «Противибух тютюну», описуючи куріння так: «Звичай огидний для очей, ненависний для носа, шкідливий для мозку, небезпечний для легень; і в його чорному смердючому димі, що найбільше нагадує жахливий стігіанський дим бездонної ями».
Пізніше в сімнадцятому столітті сер Френсіс Бекон визначив наслідки вживання тютюну, що викликає звикання, зауваживши, що воно «дуже зростає і завойовує людей певним таємним задоволенням, так що ті, хто одного разу звик до нього, згодом насилу можуть від нього стриматися».
Куріння було заборонено в Берліні в 1723 році, в Кенігсберзі в 1742 році та в Щецині в 1744 році. Ці обмеження були скасовані під час революції 1848 року. У 1930-х роках у Німеччині наукові дослідження вперше виявили зв'язок між раком легень і курінням, тому вживання сигарет і куріння категорично не заохочувалося через активну урядову кампанію проти куріння тютюну.